# Máximo Laura
Máximo Laura Taboada (Ayacucho, 18 de noviembre de 1959)  es un galardonado tejedor peruano de  tapices reconocido internacionalmente como uno de los artistas textiles más destacados y singulares de Sudamérica. También es conocido por haber iniciado el movimiento de la tapicería contemporánea en Perú.

## Biografía

### Primeros años
Laura nació en Ayacucho, Perú. Laura es la quinta generación de tejedores que aprendió su oficio de niña al lado de su padre mientras crecía en Ayacucho. Aprendió su arte al nunca silenciar la auto-exploración interna o la exploración externa del mundo, incluyendo un estudio de toda la vida de la historia del arte y la literatura más allá de las fronteras de Perú.
De joven, Máximo vendía sus tapices para pagarse los estudios de literatura. Sin embargo, su amor por el tapiz se apoderó de él y se dedicó a su arte.

### Estudios
Laura estudió Literatura en la Universidad Nacional Mayor de San Marcos y también en la Escuela Nacional de Bellas Artes de Ayacucho.
También es autodidacta y sigue aprendiendo y estudiando en su estudio de Lima, Perú

## Carrera

### Primeras Obras
Sus primeras obras comenzaron a principios de la década de 1980. Eran diseños geométricos y sus temas eran principalmente recreaciones de la iconografía, la mitología y el simbolismo de civilizaciones andinas ancestrales.
Empezó a añadir colores y formas vibrantes a los diseños e iconografía de la herencia precolombina para hacerlos más contemporáneos, pero manteniendo el espíritu del mensaje. En aquella época, esto se consideraba muy vanguardista.
A principios de la década de 1990, su obra empezó a ser más reconocida. Y en 1992 una de sus obras ganó el premio UNESCO para toda América Latina y el Caribe organizado en España. Esto le abrió muchas oportunidades para exponer en muchos otros países.

### Obras Actuales
Sus diseños actuales contienen iconografías andinas tradicionales junto a su propia interpretación de las civilizaciones andinas y sus creencias. El uso de colores vibrantes, negativos y técnicas de tejido innovadoras hacen que sus tapices sean únicos.

### Estudio y Taller

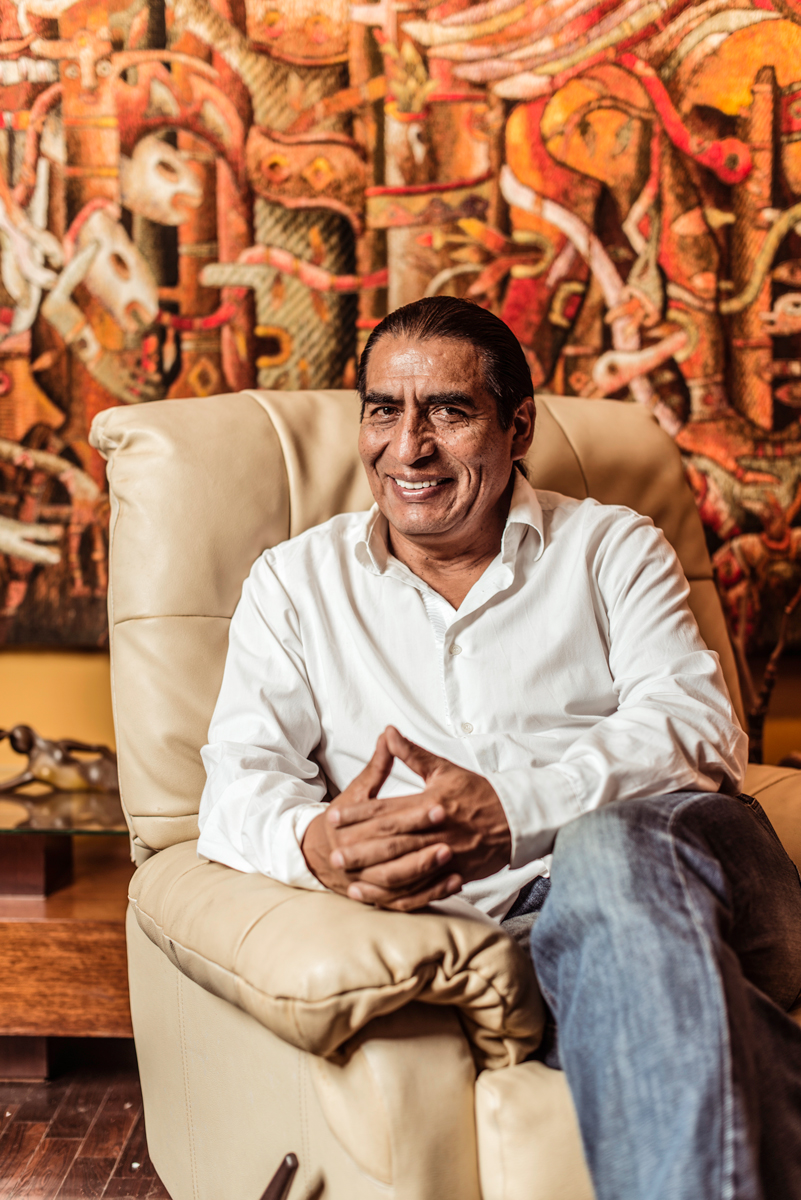
Máximo Laura en su estudio

Laura tiene ahora un estudio y un taller en Lima, Perú, donde trabaja junto al equipo de tejedores que ha creado a lo largo de los años. Utiliza el estudio para estudiar, crear nuevos diseños y preparar todo antes del proceso de tejido. Luego, en el taller, él y su equipo de tejedores crean los diseños finalizados utilizando telares horizontales.

### Museo Máximo Laura[7]
En 2013 Laura fundó su museo, el Museo Máximo Laura (MML), situado en el centro histórico del Cusco, declarado "Patrimonio Cultural de la Humanidad" por la UNESCO en 1983.
El MML alberga una exposición permanente de 42 tapices, algunos de los cuales han sido premiados en todo el mundo. También cuenta con una tienda-galería donde se pueden adquirir algunas de sus obras y recuerdos.
El MML comparte su colección con instituciones, centros textiles, tejedores y artistas textiles interesados en estudiar y/o investigar las técnicas y obras de Laura. Además, el MML colabora con las comunidades artísticas ofreciendo programas educativos como prácticas y un programa de residencias para artistas.

## Proceso de Creación[9]

### 1. Proceso de Dibujo
Todos los tapices de Máximo Laura empiezan como un pequeño dibujo en una hoja de papel. Laura trabaja y organiza sus diseños por series o temas, así que dependiendo del tema en el que esté trabajando en ese momento, puede desarrollar un dibujo sobre Músicos Andinos, sobre Vida Marina o sobre Mitología Andina. Hay una serie de temas que le gusta explorar, entre ellos se encuentran: Músicos, Vida Marina, Montañas, Aves, Selva, Paisajes, Animales, Mitología Andina y Símbolos.

### 2. Proceso de Pintura
Una vez dibujado el diseño, Laura continúa con el coloreado del mismo, que realiza con lápices de colores o con una computadora.

### 3. Interpretación de Color

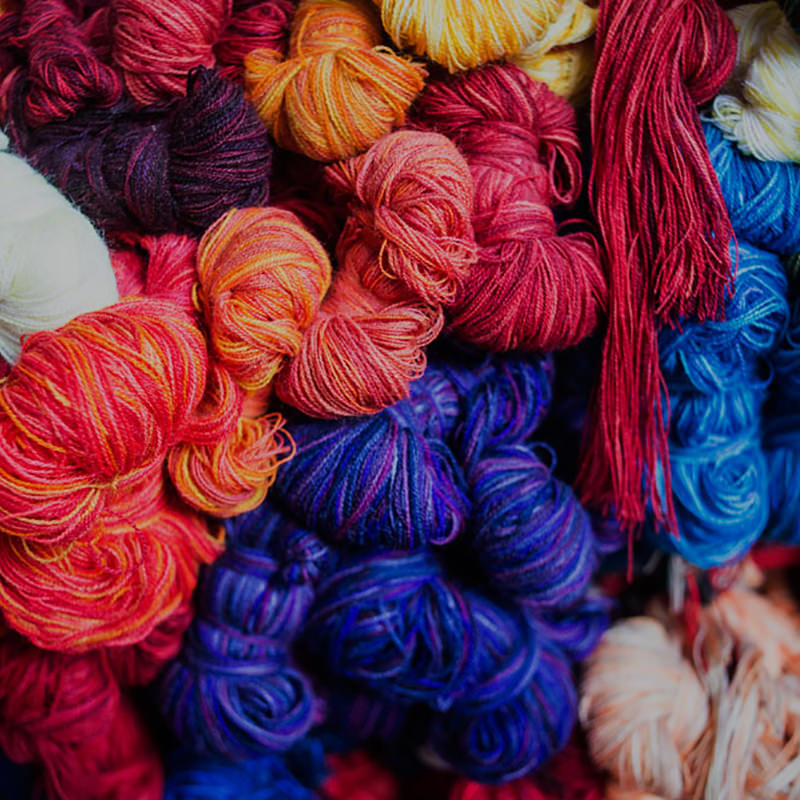
Combinación de Colores

Una vez que el dibujo lineal y la imagen coloreada están listos, el diseño irá al Laboratorio de Color, donde un especialista mezclará a mano los colores para crear lo que Laura llama "mariposas" de hilo, que será el hilo utilizado para tejer el tapiz. Cada "mariposa" se crea mezclando a mano hilos de uno o varios colores sólidos para que coincidan con los tonos necesarios de un tapiz, creando las brillantes y vibrantes combinaciones de colores y tonos por las que Laura es conocida.

### 4. Caricatura
A continuación, el pequeño dibujo lineal se dibuja o imprime a escala del tapiz, creando lo que se conoce como el "dibujo animado". El dibujo se transfiere a los hilos de urdimbre de algodón en el telar para guiar al tejedor. El dibujo también especifica las secciones del tapiz en las que se incluirán diferentes texturas y técnicas, de modo que sirve de guía para el tejedor.

### 5. Proceso de Tejido

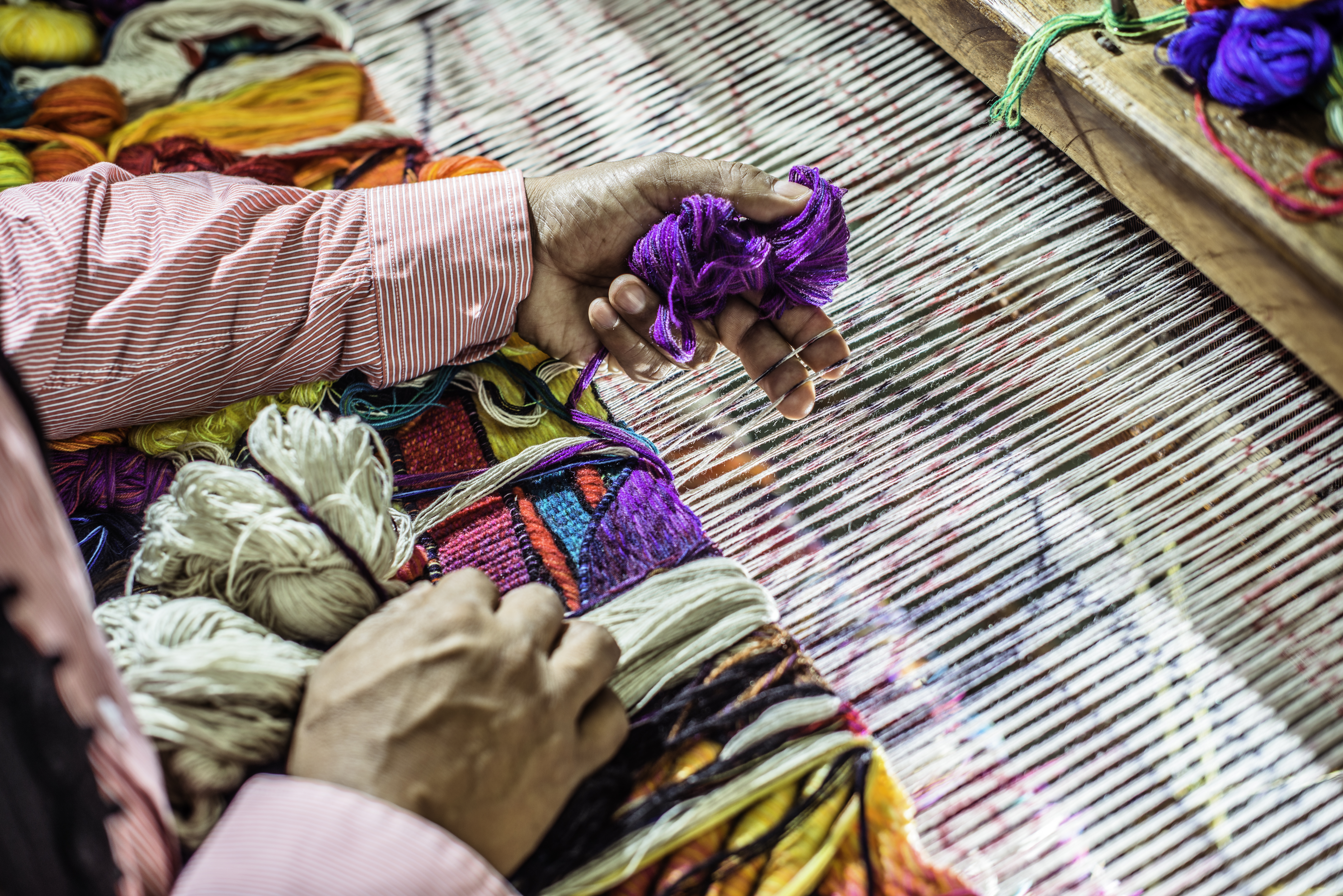
Máximo Laura Tejiendo

Todos los Tapices Máximo Laura son tejidos a mano en telar de piso por un selecto grupo de Maestros Tejedores que han sido entrenados por Laura en sus propias técnicas. En Perú, el tejido de tapices es un arte que se transfiere de generación en generación a través de la familia, por lo que la mayoría de los Maestros Tejedores que trabajan con Laura tienen una formación en tapices tradicionales y han sido entrenados por Laura para aprender sus técnicas y procesos.

### 6. Estiramiento y Limpieza
Una vez finalizado el proceso de tejido, el tapiz se saca del telar y se somete a un proceso de limpieza y estiramiento. El proceso de estiramiento ayuda a la elasticidad del tapiz, ya que hay un cambio de tensión cuando el tapiz se saca del telar, al estirar la pieza se definirá el tamaño final.

## Inspiración e Influencias
Laura se nutre de muchas fuentes de inspiración, como la cultura Chavín que es expresiva y totémica; la cultura Paracas que es colorida y fuerte; la cultura Nazca y la cultura Wari por sus formas geométricas; y la cultura Chancay por su sobriedad y espíritu lineal.
Todos los simbolismos, abstracciones y estilizaciones que se encuentran en todas estas culturas preincaicas han influido en su creatividad y estilo propio.
Ha tenido otras influencias de Jean Lurçat, Olga de Amaral, Sheila Hicks, Fernando de Szyszlo.

## Colecciones y Premios

### Colecciones
- Museo Nacional de la Cultura Peruana, Lima, PERU
- Museo Nacional de Historia Estadounidense del Instituto Smithsoniano, Washington D. C., USA
- El Banco Mundial, Washington D. C., USA
- Sede de la Unesco, París, FRANCIA
- Museo Iberoamericano de Artesanía, Puerto La Cruz, VENEZUELA
- Museum of the Americas, Miami, USA
- Museo de Artesanía de Finlandia, Jyvaskyla, FINLANDIA
- Museo de Artesanía Iberoamericano, La Orotava, Tenerife, ESPAÑA
- Museo Nacional de Arte de Letonia, Riga, LETONIA
- Palacio de Torre Tagle, Ministerio de Relaciones Exteriores, Lima, PERU
- World Textile Art Organization, Miami, USA
- Museo de Artes y Tradiciones Populares del Instituto Riva Agüero, Lima, PERU
- Instituto Iberoamericano de Patrimonio Natural y Cultural "Andres Bello", Quito, ECUADOR
- Ministerio de industria, turismo, integración y negociaciones comerciales internacionales, Lima, PERU
- Embajada peruana, Washington D. C., USA
- Embajada peruana, Quito, ECUADOR
- Embajada peruana, Asunción, PARAGUAY
- Embajada peruana, Helsinki, FINLANDIA
- Expresidente de Letonia Srta. Vaira Vike-Freiberga, LETONIA

### Premios
- Tesoros Humanos Vivos de Perú, por el Banco de la Nación y la UNESCO, 2010, PERÚ
- Premio de Excelencia, WTA – VI International Biennial of Contemporary Textile Art, MEXICO
- Outstanding Award, “From Lausanne to Beijing” 6th International Fiber art Biennale, CHINA
- Premio Especial, 4th Riga International Textile and Fibre Art Triennial Tradition & Innovation, LETONIA
- Premio Mención de Honor, 13th International Triennial of Tapestry, POLONIA
- Mention Prize, 5th International Biennial of Textile Art, ARGENTINA
- Premio de Bronce, “From Lausanne to Beijing” 5th International Fiber art Biennale, CHINA
- II Award – Medalla de Plata, Scythia 7th International Biennial Exhibition on Textile Art, UCRANIA
- HGA Award in recognition of a outstanding work, Handweavers Guild of America, USA
- People’s Choice Award, Land: the Tapestry Foundation of Victoria Award Exhibition, AUSTRALIA
- “Mejor de la Exhibición” Contemporary Latin American Art 8 organized by the Art Museum of the Americas, USA
- 1st Place Award, Small Expressions 2009, USA
- “Premio Nacional Amautas de la Artesanía Peruana”, Gobierno peruano, PERÚ
- 1.er Premio Nacional de Artesanía “Manos de Oro”, PERÚ